# 雷恩·道
雷恩·道（英語：Ryan Dow；1991年6月7日—）是一位蘇格蘭足球運動員。在場上的位置是前鋒。他現在效力於蘇格蘭足球超級聯賽球隊鄧迪聯足球俱樂部。

## 外部連結
- Official Dundee United FC website profile
- 足球数据库：雷恩·道的球员统计数据